# Cyclogénèse tropicale

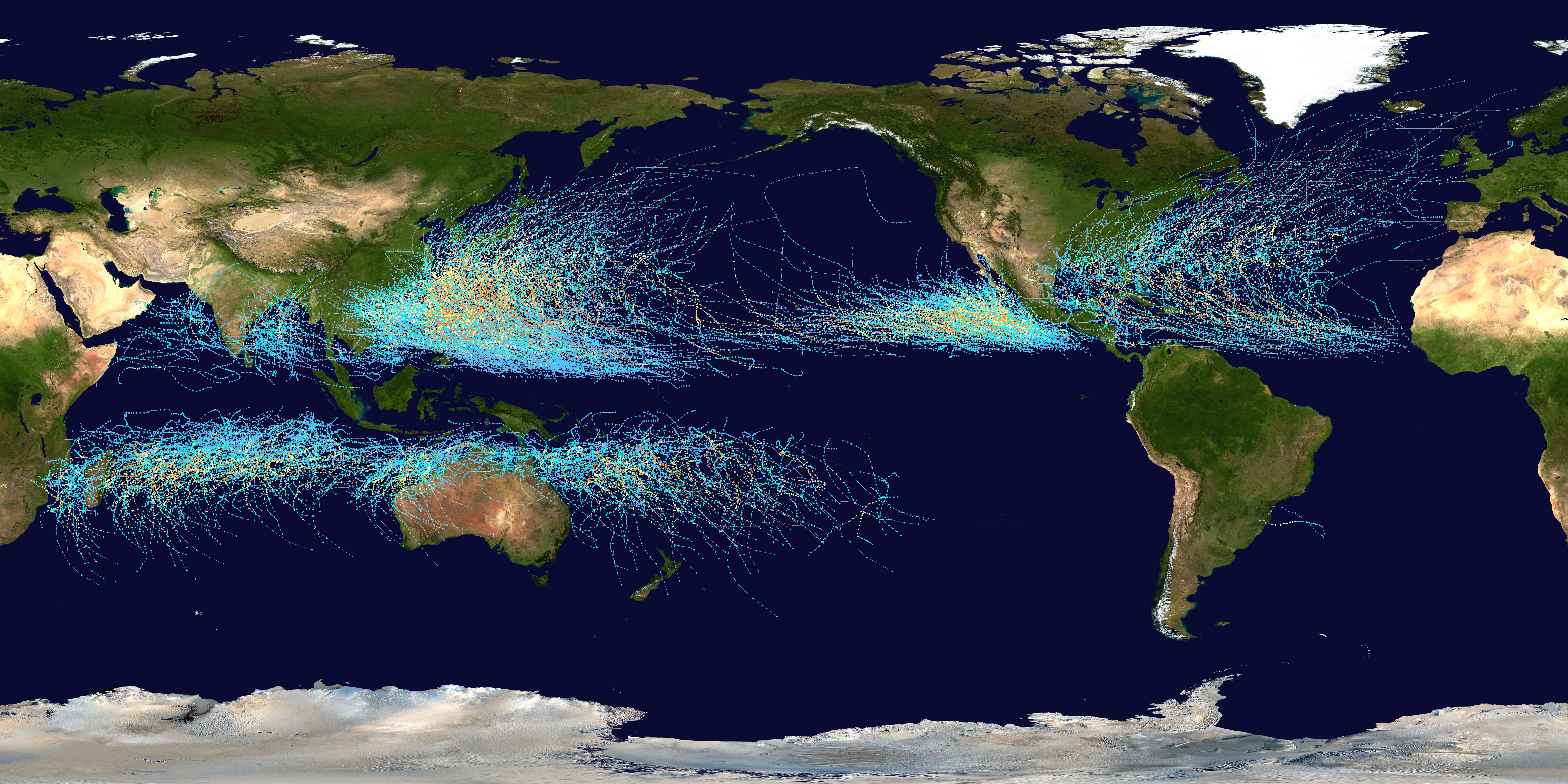
Trajectoires des cyclones tropicaux de 1985 à 2005.

La cyclogénèse tropicale est le terme technique décrivant le développement des cyclones tropicaux dans l'atmosphère terrestre. Le mécanisme emprunté par ces systèmes pour leur formation est très différent de celui de la cyclogénèse des dépressions des latitudes moyennes. En effet, il est dû à la convection profonde dans un environnement favorable d'une masse d'air homogène. Son cœur est chaud car il est le lieu d'une subsidence d'air sec (l'œil).
En moyenne, on note 86 cyclones tropicaux annuellement à travers le monde, dont 47 atteignent le niveau d'ouragans/typhons et 20 celui de cyclones tropicaux majeurs (niveau 3 de l'échelle de Saffir-Simpson).

## Prérequis
Même si la formation de cyclones tropicaux est un vaste sujet de recherche non encore complètement résolu, on peut dire qu'il y a six facteurs prérequis pour leur développement divisée en deux catégories, :
Thermodynamique
- une température de surface de la mer suffisamment élevée
- une atmosphère instable
- une humidité absolue élevée dans la basse et moyenne troposphère

Dynamique
- un facteur de force de Coriolis non nul pour déclencher la rotation, en général à au moins 10 degrés de latitude nord ou sud de l'équateur
- une zone de convergence préexistante pour servir de focalisation
- un faible cisaillement vertical des vents.

### Thermodynamique

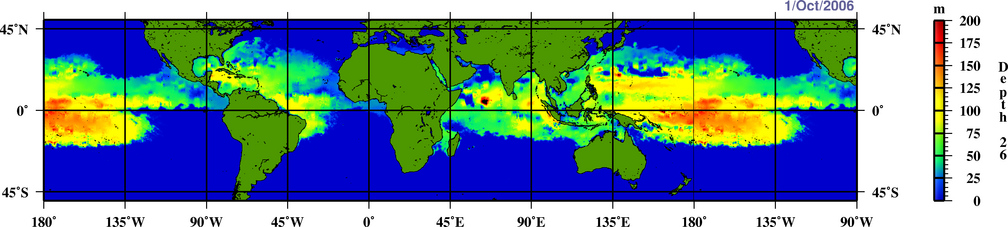
Profondeur de la couche de surface de la mer à 26 °C le 1 octobre 2006

Le moteur des cyclones tropicaux est le relâchement de chaleur latente par des précipitations orageuses. En effet, la vapeur d'eau qui se condense en gouttelettes de nuage relâche une certaine énergie qui sera reprise par la vapeur d'eau lors de la dissipation du nuage. Par contre, l'énergie utilisée pour former les gouttes de pluie, réchauffe l'air des bas niveaux ce qui permet d'entretenir le cycle orageux. Il faut donc que l'air soit très humide dans les bas et moyens niveaux de la troposphère pour fournir assez de « carburant » à la convection profonde pour maintenir le système.
Le « déclencheur » de cette convection est la température de la mer. Normalement, une température océanique de surface de 26,5 °C sur au moins 50 mètres de profondeur est considérée comme un facteur nécessaire pour maintenir la convection profonde,. Cette valeur est bien au-dessus de la température moyenne des océans (16,1 °C) . Cette condition tient pour acquis que l'environnement atmosphérique est autrement normal. Cela veut dire, en saison propice aux cyclones tropicaux, que la température à 500 hPa est autour de −7 °C et que près de la tropopause, à 15 km ou plus d'altitude, elle est d'environ −77 °C .
Ce taux de diminution de température avec l'altitude est très près de celui de l'adiabatique humide et toute parcelle d'air saturé soulevée dans cet environnement aura peu d'énergie potentielle de convection disponible puisqu'elle suit l’adiatique humide. Pour pouvoir produire des nuages convectifs intenses, il faut donc que la température de la mer soit plus élevée que la normale, que l'air qui s'y trouve soit saturé et que l'air soit relativement plus sec en altitude. Il a été trouvé expérimentalement que lorsque le point de rosée à 500 hPa est de −13,2 °C et que le niveau de convection libre est atteint près du sol avec une température de la mer de 26,5 °C, on obtient une convection soutenue. Une variation de 1 °C du point de rosée à 500 hPa demande une variation équivalente nécessaire de la température de la mer.
Cependant, si l'atmosphère est plus instable parce que la température en altitude est plus froide que la moyenne, cela donne une masse d'air instable à plus faible température de surface. Une cyclogénèse tropicale peut donc se produire avec une température de la surface de la mer plus faible. En fait, il suffit que la variation thermique avec l'altitude de la masse d'air soit plus grande que le gradient thermique adiabatique pour qu'une parcelle d'air à la température de la mer s'élève et donne des orages. De récents exemples de telles situations sont la tempête tropicale Delta (2005), l'ouragan Epsilon (2005) et la tempête tropicale Zeta (2005). La température de la mer était bien plus basse que le seuil conventionnel dans ces cas.

#### Intensité potentielle maximale (MPI en anglais)
Le Dr Kerry Emanuel a créé un modèle mathématique vers 1988 pour calculer le potentiel maximal atteignable par un cyclone tropical selon la température de surface de la mer et le profil de température de l'atmosphère. Ces données peuvent être tirées d'un modèle de prévision numérique du temps, en particulier de ceux spécialisés en développements tropicaux. Les valeurs de cet indice, appelé MPI en anglais, peut être pointé sur des cartes. On retrouve ainsi les zones à potentiel de développement de dépressions tropicales et là où le potentiel est suffisant pour atteindre le niveau de cyclone. Cet indice ne tient pas compte du cisaillement vertical des vents et n'est que purement lié au potentiel thermodynamique.

### Dynamique de cyclonisation

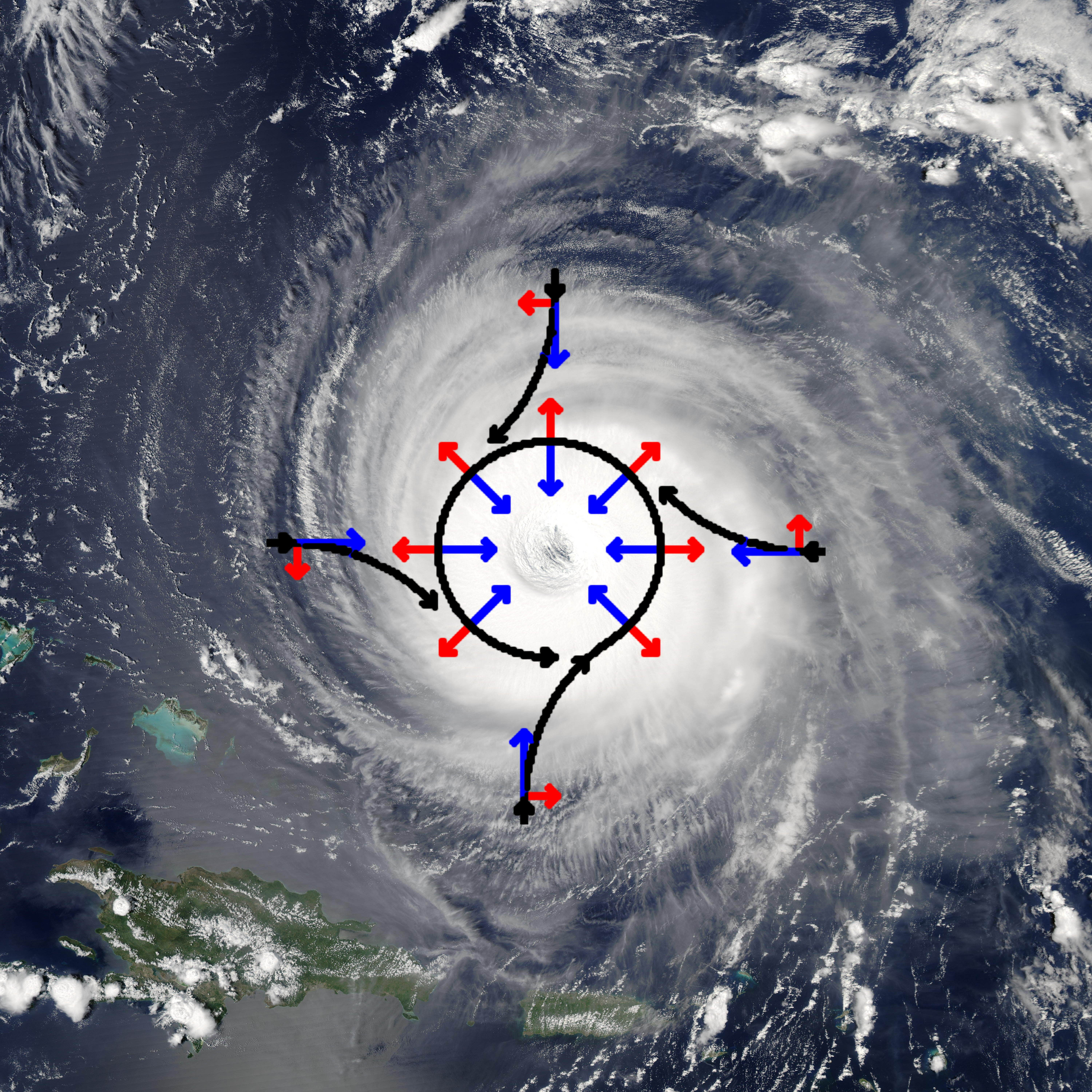
La trajectoire des vents (noir) autour d'un dépression, comme l'ouragan Isabel, dans l'hémisphère nord est une balance entre la force de Coriolis (rouge) et celle du gradient de pression (bleu)

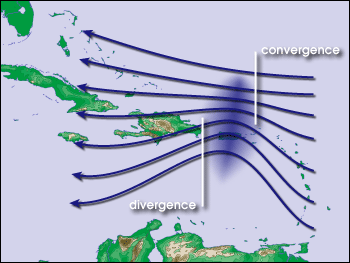
Lignes de flux dans les alizés, sur l'océan Atlantique, qui montrent la zone de convergence où toute instabilité peut mener à la formation d'ouragans

Le vent est une balance entre le gradient de pression, qui crée le mouvement de l'air, et la force de Coriolis qui dévie ce mouvement vers la droite (hémisphère nord) ou la gauche (hémisphère sud). Celle-ci est nulle à l'équateur et maximale aux pôles. Pour qu'elle soit suffisante pour induire une déviation des vents qui engendrera une rotation cyclonique, il faut s'éloigner de l'équateur d'au moins 10 degrés de latitude ou à peu près 500 km,,,. La morphologie du terrain peut accentuer la rotation en concentrant par friction le vent vers le centre de basse pression. Les baies et golfes sont en particulier très efficaces (ex. Typhon Vamei qui s'est formé à seulement 1,5 degré de latitude).

#### Perturbation de surface
Dans une zone où le potentiel thermodynamique est assez important selon le MPI, des orages commenceront à se développer. Le moindre creux de mousson, onde tropicale, front très lâche de surface ou zone de convergence d'humidité dont la configuration des vents donne un tourbillon suffisant, permettra à la convection d'entrer en rotation autour de ce point focal. Sans ce dernier, la convection restera désorganisée et sans lendemain,.

#### Faible cisaillement vertical
Le changement des vents avec l'altitude, tant en direction qu'en vitesse, doit être de moins de 10 m/s (36 km/h) entre la surface et la tropopause,. En effet, un cisaillement plus intense transporte l'air en ascendance dans les orages, et donc les précipitations, en aval et assèche les niveaux moyens de l'atmosphère. Or la chaleur latente dégagée par les orages doit rester dans le cyclone qui se développe pour y garder l'air chaud et humide afin de perpétuer les conditions à leur continuelle reformation.
D'autre part, dans les cyclones naissants, le développement d'un complexe convectif de méso-échelle dans un environnement fortement cisaillé donnera des rafales descendantes qui couperont l'entrée d'air humide. Donc même si on crée un complexe de convection, il se détruit de lui-même.

#### Interactions favorables
Quand un creux barométrique ou une dépression en altitude est de même échelle que la perturbation de surface et se trouve à proximité, on retrouve un divergence en altitude qui fait un appel d'air de la surface. Ceci accélère la cyclogénèse. En fait, une dépression est encore mieux car des études ont montré que leur faible cisaillement causent un développement plus rapide du cyclone tropical au prix d'une intensité maximale plus faible des vents et d'une pression centrale plus élevée.
Ce processus est appelé une initiation baroclinique d'un cyclone tropical. De tels faibles dépressions ou creux d'altitude peuvent également causer des courants descendants canalisés qui aident à l'intensification. En retour, les cyclones qui se renforcent aident à creuser les items d'altitude qui les ont aidés en intensifiant les courants-jets de bas niveau qui les alimentent,.
Plus rarement, une cyclogénèse de type des latitudes moyennes peut se produire avec le passage d'un fort courant-jet d'altitude au nord-ouest du cyclone tropical en formation. En général, cela se produit lorsque le cyclone est déjà fort éloigné de l'équateur lorsqu'il entre dans le flux général d'ouest en altitude. Il s'agit donc de systèmes tardifs.

## Cycle de vie
Un cyclone tropical se formera généralement à partir d'une onde tropicale ou d'une perturbation tropicale qui développera une circulation fermée et deviendra une dépression tropicale. Si les conditions sont favorables, elle se développera ensuite en tempête tropicale puis en cyclone tropical.
À n'importe quel de ces stades, le système tropical peut entrer dans une zone défavorable et se dissiper ou effectuer une transition extratropicale. De même un système extratropical ou subtropical peut donner naissance à un cyclone tropical dans des cas plus rares.

### Formation et intensification

Circulation de l'air dans un cyclone tropical

Un cyclone tropical est donc alimenté par l'énergie thermique résultant du relâchement de chaleur lors de la formation des précipitations. Le cycle de vie d'un tel système se produit donc ainsi :
1. orages dispersés qui commencent à se développer sur des eaux chaudes.
2. lorsque ces orages se retrouvent dans une zone de convergence, on commence à avoir une organisation des orages et un début de rotation si la force de Coriolis est suffisante
3. la spirale d'Ekman qui se développe grâce à la force Coriolis dans la couche limite atmosphérique (là où la friction joue un rôle) concentre encore plus la circulation vers le centre de plus basse pression et effectue un transfert de l'air du sommet de la couche limite vers la surface. Ceci: 
  1. assèche l'air au-dessus de la couche limite et le refroidit
  2. l'air qui descend s'humidifie et prend la température de la mer.
  3. la différence entre l'air en haut et en bas de la couche limite renforce l'instabilité et accélère la convection
4. la chaleur latente relâchée par le processus de formation des précipitations réchauffe la surface et refroidit les sommets orageux rendant la convection encore plus intense
5. l'air qui redescend du sommet des nuages est devenu sec et frais et diverge en haute altitude. Il subside sur les deux côtés des bandes ce qui assèche l'air où il passe. Ceci limite l'étendue latérale de orages. Comme cet air sec est à nouveau réintroduit dans la couche limite où le processus d'humidification se répète, mais à une distance plus faible du centre de rotation, on assiste à la formation de bandes parallèles de convection
6. la cyclonisation continue jusqu'à ce que l'on arrive à un équilibre entre l'énergie dégagée par la précipitation et la friction dans la couche limite

Si l'énergie relâchée et les déclencheurs dynamique sont moyens, on arrive à former une tempête tropicale. S'ils sont plus importants, on arrive au stade de cyclone tropical. Il y a alors une baisse de la hauteur de la tropopause au centre du système et l'air en descendant s'échauffe et s'assèche. Cette subsidence se concentre sur la partie concave de la bande spiralée, car le réchauffement est plus important de ce côté des bandes. L'air maintenant chaud s'élève, diminuant la pression atmosphérique. La pression chutant dans la concavité des bandes, les vents tangentiels s'intensifient. Alors les bandes convectives convergent vers le centre cyclonique en s'enroulant autour. Le résultat est la formation d'un œil et d'un mur de l'œil.

### Dissipation

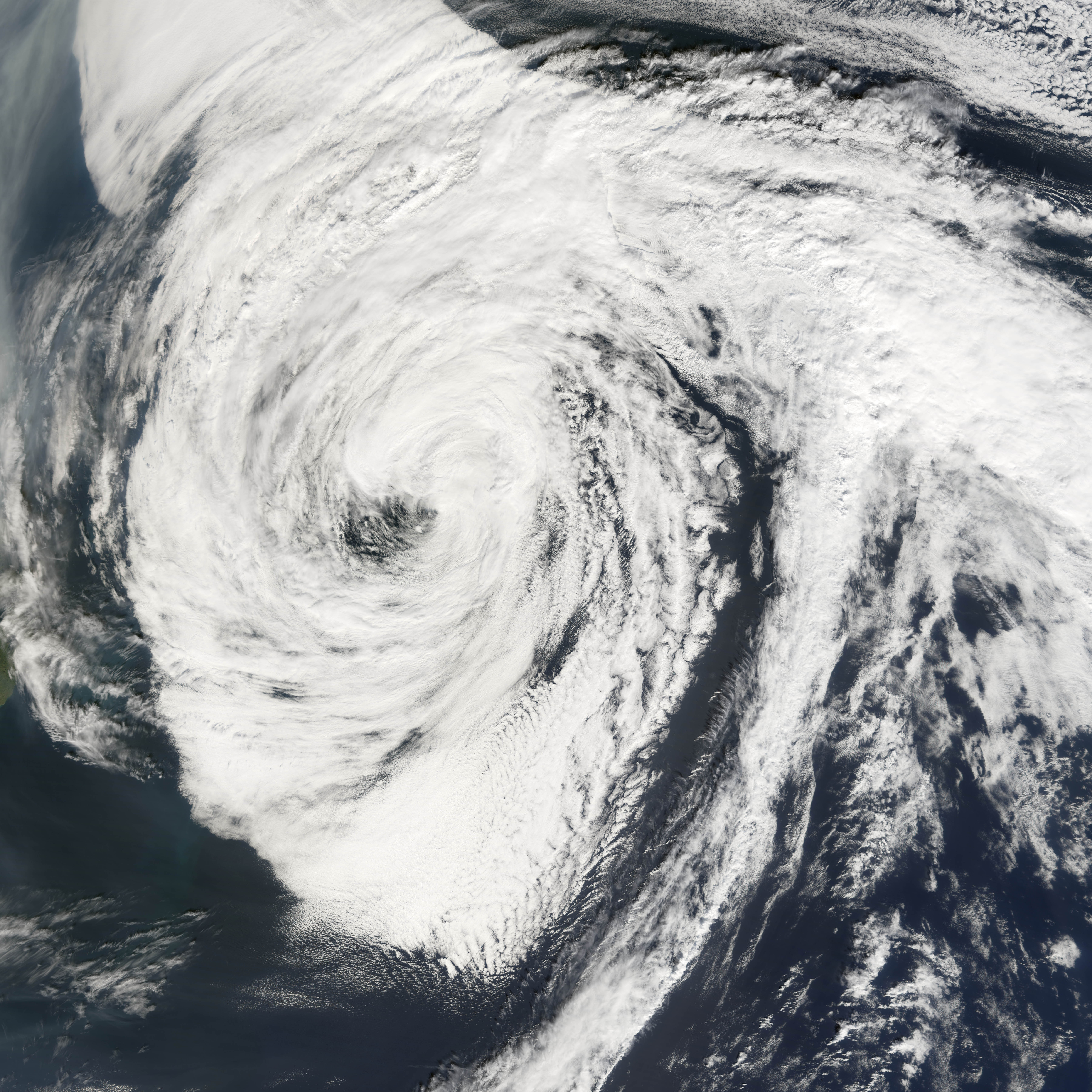
L’ouragan Florence dans l'Atlantique nord après sa transition d'ouragan en cyclone extratropical

La mort de ces systèmes est causée par l'augmentation de la friction de surface lorsqu'ils entrent dans les terres ou par la perte de leur source de chaleur en passant sur des eaux plus froides. L'augmentation du cisaillement des vents avec l'altitude et l'apport d'air sec, comme celui d'une couche d'air saharien, va également inhiber la convection orageuse nécessaire à leur maintien. Ces éléments peuvent se produire dans la zone tropicale et on a alors dissipation du cyclone en convection désorganisée.
Les cyclones tropicaux se transforment cependant souvent en cyclones extratropicaux à la fin de leur existence tropicale. En général, la transition s'amorce entre les 30° et 40° de latitude lorsqu'ils sont capturés dans la circulation rapide d'ouest à ces latitudes.  Lors de la transition, le cyclone amorce son entrée dans une masse d'air en altitude plus froide. Sa source d'énergie passe alors du relâchement de chaleur latente, par la condensation provenant des orages en son centre, en processus baroclinique.
Le système de basse pression perd ensuite son cœur chaud et devient un système à cœur froid ou post-tropical. La tempête alors peut devenir une dépression résiduelle, si elle ne se trouve pas de système frontal dans les environs, ou un cyclone extratropical, si elle se joint à des fronts environnants et/ou est absorbée par une importante dépression baroclinique.
La taille du système semble alors croître mais son cœur faiblit. Alors qu'une dépression résiduelle se dissipera, le cyclone extra-tropical, une fois la transition achevée, pourra reprendre en puissance, grâce à l'énergie baroclinique si les conditions environnementales sont favorables. Le cyclone modifiera aussi sa forme, devenant graduellement moins symétrique.

## Influence des systèmes climatiques
Jusqu'à présent nous avons décrit les prérequis au développement des cyclones tropicaux. Dans cette section, on montrera la provenance des éléments dynamiques qui influencent les endroits où se forment ces systèmes.

### Influence des ondes de Rossby équatoriales

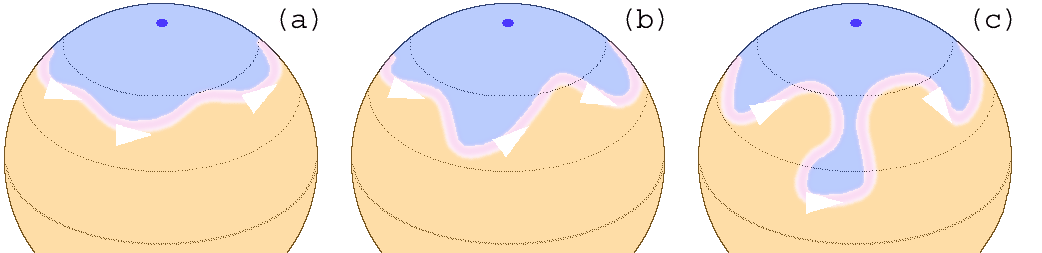
Développement d'une onde de Rossby le long du ruban thermique

Les ondes de Rossby, identifiées et théorisées par Carl-Gustaf Rossby en 1939, sont des variations latitudinales de grande longueur d'onde à l'échelle planétaire dans le flux d'air en altitude. Elles sont des ondes d'inertie de l'atmosphère et leur déplacement donne lieu au développement des dépressions des latitudes moyennes.
Ces ondes atteignent parfois les latitudes près de l'équateur et la recherche a montré qu'elles peuvent, bien qu'elles y soient faibles, augmenter la probabilité de cyclogénèse tropicale dans le Pacifique. Elles y augmentent les vents d'ouest de basse troposphère ce qui augmente le tourbillon. Ces ondes se déplacent en "paquets" dont les ondes individuelles peuvent atteindre des vitesses de l'ordre de 1.8 m/s mais la vitesse de groupe est en général presque nulle.

### Influence de l'ENSO

Boucle des anomalies de température de la mer dans le Pacifique à l'été 2006

Effets de l'ENSO sur les ouragans de chaque côté de l'Amérique.

À l'échelle mondiale, les cyclones tropicaux sont affectés de manière importante par l'ENSO (El Niño – Oscillation australe). Cette fluctuation à l'échelle de quelques années dans le système océan-atmosphère implique de grands changements dans la circulation de Walker et les cellules de Hadley dans la région tropicale de l'océan Pacifique. L'état d'ENSO peut être entre autres caractérisé par une anomalie de la température de surface de la mer (SST) dans le Pacifique équatorial oriental et central : les réchauffements dans l'est sont appelés événements El Niño et les refroidissements sont des événements La Niña,.
Les épisodes El Niño entraînent une augmentation de la formation de cyclones tropicaux dans le Pacifique sud et le Pacifique nord-est central entre 160° E et la ligne de changement de date, tandis que d'autres bassins enregistrent une diminution comme dans l'Atlantique Nord, le nord-ouest du Pacifique à l'ouest de 160° E et la région australienne. Les Niñas apportent généralement des conditions opposées,. Ces altérations de l'activité des cyclones tropicaux sont dues à divers effets de l'ENSO : en modulant l'intensité du creux local de mousson, en repositionnant l'emplacement de ce creux et en modifiant le cisaillement vertical des vents de la troposphère,.
Une étude de 2016 démontre que la réponse à l'intensité et l'emplacement du El Niño et de la El Niña est non linéaire dans la variation de la répartition des cyclones tropicaux dans le Pacifique nord-est mais est quasi linéaire dans le bassin nord-ouest et dans l'Atlantique nord.

### Influence de l'OQB
En plus de l’ENSO, trois bassins (Atlantique, Inde du sud-ouest et Pacifique nord-ouest) montrent des altérations systématiques de la fréquence des cyclones tropicaux par l’oscillation quasi biennale (OQB), une oscillation est-ouest des vents stratosphériques qui encerclent le globe près de l'équateur. Ces relations peuvent être dues à des altérations de la stabilité statique et de la dynamique près de la tropopause. Compte tenu de la robustesse de ces altérations de l’activité des cyclones tropicaux qui correspondent aux phases de l'OQB, il semble peu probable que les associations soient des corrélations purement aléatoires. Des recherches supplémentaires sont toutefois nécessaires pour fournir une explication approfondie de ces relations.

### Influence de l'OMJ

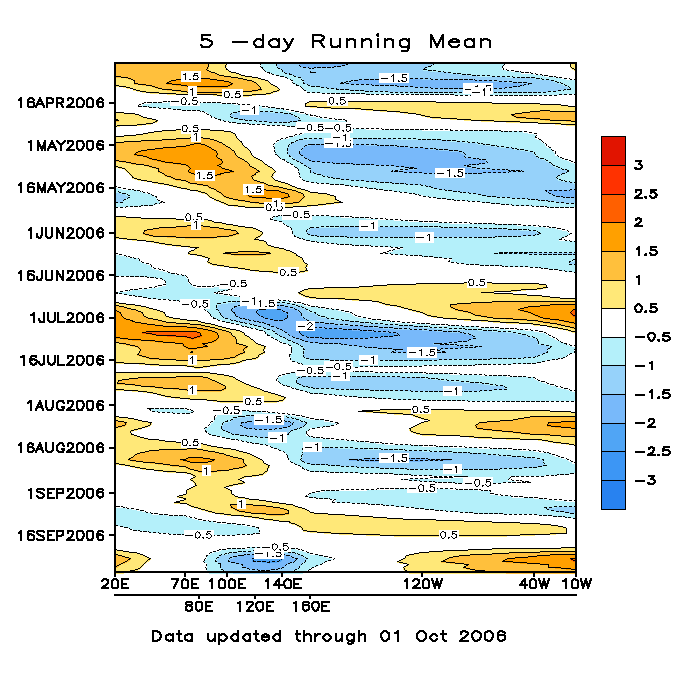
Diagramme de Hovmöller montrant la variation temporelle (abscisse) et longitudinale (ordonnée) du taux de convection par rapport à la normale ce qui indique la progression de l'OMJ. Les zones orangées étant un surplus et celles bleues un déficit.

Il existe une relation inverse entre l'activité cyclonique dans le Pacifique de l'ouest et celui de l'Atlantique nord. Lorsque l'un est très actif, l'autre est plutôt calme. La raison principale semble être la relation avec la phase de l'oscillation de Madden-Julian (OMJ) dans lequel se trouve le bassin le plus actif.
L’OMJ est une répartition anormale des précipitations le long de l'équateur à l'échelle planétaire. Il se caractérise par une progression graduelle vers l'est des zones de pluies tropicales et des zones sèches concomitantes. On l'observe surtout dans les océans Indien et Pacifique. Les pluies anormalement fortes se développent d'abord dans l'ouest de l'océan Indien et se déplacent vers l'est sur les eaux chaudes du Pacifique ouest et central. Par la suite, ces zones de pluies deviennent diffuses quand elles passent sur les eaux plus froides de l'est du Pacifique mais reprennent leur développement lorsqu'elles passent sur l'Atlantique tropical.
Ces zones pluvieuses, où l'on retrouve surtout des nuages convectifs, sont suivies par des zones sèches très prononcées où l'air est très stable. Chaque cycle dure entre 30 et 60 jours ce qui fait que l'OMJ est aussi connu comme l' Oscillation 30-60, l'Onde 30-60 et l'Oscillation inter-saisonnière. En général, l'augmentation des vents d'ouest d'OMJ génère un plus grand nombre d'ondes tropicales ce qui accentue la probabilité de cyclogénèse tropicale. À mesure que l'OMJ progresse, de l'ouest vers l'est, elle déplace vers l'est la zone de formation des tempêtes tropicales au cours de la saison.

## Climatologie des cyclones
Selon les conditions de température de la mer, d'instabilité et de disponibilité d'humidité, il n'est pas étonnant que l'activité maximale des cyclones tropicaux se situe tard en saison estivale. Cependant, l'activité s'étend en général sur beaucoup plus longtemps, à mesure que les conditions s'approchent de l'optimal à la fin du printemps ou s'en éloignent à l'automne. Chaque bassin océanique a son propre cycle et voici un tableau récapitulatif qui donne les moyennes d'événements annuels:
| Moyennes saisonnières,              | Moyennes saisonnières, | Moyennes saisonnières, | Moyennes saisonnières,          | Moyennes saisonnières,         | Moyennes saisonnières,  |
| Basin                               | Début                  | Fin                    | Tempêtes tropicales (>34 nœuds) | Cyclones tropicaux (>63 nœuds) | Category 3+ (>95 nœuds) |
| ----------------------------------- | ---------------------- | ---------------------- | ------------------------------- | ------------------------------ | ----------------------- |
| Nord-ouest du Pacifique             | Avril                  | Janvier                | 26,7                            | 16,9                           | 8,5                     |
| Sud de l'océan Indien               | Octobre                | Mai                    | 20,6                            | 10,3                           | 4,3                     |
| Nord-est du Pacifique               | Mai                    | Novembre               | 16,3                            | 9,0                            | 4,1                     |
| Nord-Atlantique                     | Juin                   | Novembre               | 10,6                            | 5,9                            | 2,0                     |
| Australie et sud-ouest du Pacifique | Octobre                | Mai                    | 10,6                            | 4,8                            | 1,9                     |
| Nord de l'océan Indien              | Avril                  | Décembre               | 5,4                             | 2,2                            | 0,4                     |

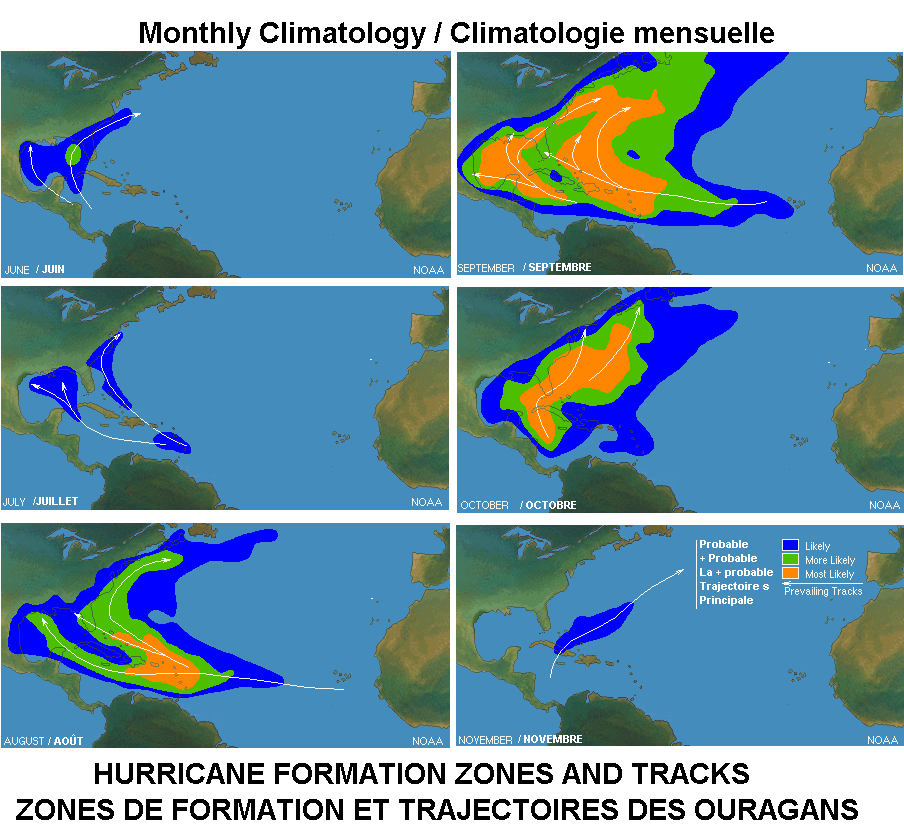
On remarque la grande influence des eaux chaudes du Gulf Stream et de la Mer des Sargasses sur les ouragans de l'Atlantique nord

Les régions à l'intérieur de 10 degrés de l'équateur ont rarement de tels systèmes comme montré antérieurement. Au-delà de 30 degrés de latitude nord et sud, la circulation d'altitude, le fort cisaillement des vents et les températures de la mer plus froides sont peu propices à la formation ou l'intensification des cyclones tropicaux. On y assiste surtout à la cyclogénèse frontale des latitudes moyennes qui est très différente. Seulement quelques rares cas comme l'ouragan Alex (2004) et la tempête tropicale Alberto (1988) se sont formés ou renforcés dans cette région. En général, les cyclones tropicaux qui arrivent à ces latitudes, en direction des pôles, subiront une transformation en cyclones extratropicaux.
Finalement, les régions océanes où passent les courants froids ont peu de chance de voir des cyclones tropicaux. Ainsi la côte ouest de l'Amérique du Sud, où passe le courant de Humboldt, ne peut espérer de cyclones qu'en période d’El Niño. D'autre part, les courants chauds comme le Gulf Stream leur servent de réservoir de chaleur et ils les suivront.

## Prévision

### Prévision des cyclones individuels
Depuis les premiers marins s'aventurant sur les océans tropicaux aux plus récents développement des modèles de prévision numérique du temps, les hommes tentent de prévoir la formation, le développement et la trajectoire des cyclones tropicaux. Les premières tentatives scientifiques datent du XIXe siècle avec la formation de réseaux d'observations météorologiques à travers le monde. Il s'agissait alors d'extrapoler le mouvement des systèmes selon leur tendance antérieure. Le XXe siècle a vu une prolifération des données tant au sol que sur la mer et en altitude : bouées météorologiques, rapports de navire par TSF, radars et satellites météorologiques, rapports d'avions et radiosondage. Les chercheurs et météorologues ont développé d'abord des techniques diagnostiques puis des modèles mathématiques de l'évolution des cyclones afin de pouvoir prévenir les populations de leur arrivée et des effets possibles.

### Prévision saisonnière
Dernièrement, les chercheurs de la Colorado State University ont trouvé des corrélations statistiques entre le développement des cyclones tropicaux de l'Atlantique nord et divers phénomènes météorologiques entre l'Afrique de l'ouest et les Antilles. Elle émet depuis 1984 une prévision saisonnière dont les résultats se sont révélés supérieurs à la climatologie. D'autres centres de recherche ont emboîté le pas depuis ce temps pour d'autres bassins comme ceux du Pacifique nord-ouest et de la zone australienne Les prédicteurs de ces derniers sont reliés à la circulation de Walker, à l'ENSO, aux oscillations de l'Atlantique nord et de l'Arctique (similaires à l'oscillation australe) et à l’oscillation décennale du Pacifique.

### Tendances
Depuis quelques dizaines d’années, les climatologues étudient les variations des oscillations de la circulation océanique, des situations météorologiques globales et de la température de l’eau dans les régions critiques depuis plusieurs dizaines d'années. Ces données montrent des cycles dans le nombre et l'intensité des cyclones tropicaux. Les différents bassins océaniques ont aussi des cycles différents à cause de la rétroaction planétaire. Le réchauffement climatique introduit également une nouvelle variable.
Les résultats des simulations numériques à long terme dépendent de différents paramètres qui entrent dans les modèles. La température moyenne globale et le niveau des mers augmentent selon les différents scénarios de concentrations de CO2. L’augmentation de la température de surface des océans selon plusieurs études montrent une augmentation entre 0,8 et 2,4 °C. Selon ce scénario réaliste, le nombre total d’ouragans ne change pas mais les ouragans deviennent plus puissants et la plus haute catégorie, 5, est atteinte beaucoup plus souvent. De plus, les précipitations augmentent aussi de 13 à 26 %.
Cependant, le parallèle avec la température de l’eau n’est pas parfait et encore sujet à débats dans le monde scientifique. D’autre facteurs jouent un rôle important aussi: l’oscillation multi-décennale, la force des événements El Niño et les variations du cisaillement du vent.